# Список зниклих безвісти активістів Євромайдану
Список зниклих безвісти активістів Євромайдану включає неповний перелік людей зниклих безвісти у зв'язку з протестами в Україні. Цей список було скомпоновано на основі інформації кореспондентів Радіо Свобода, сайту lb.ua та інших медіаресурсів, а також активістів «Євромайдан SOS».
При Януковичі МВС України заперечувало інформацію про зникнення людей за час Євромайдану. На даний час знайдені окремі виконавці цих злочинів.

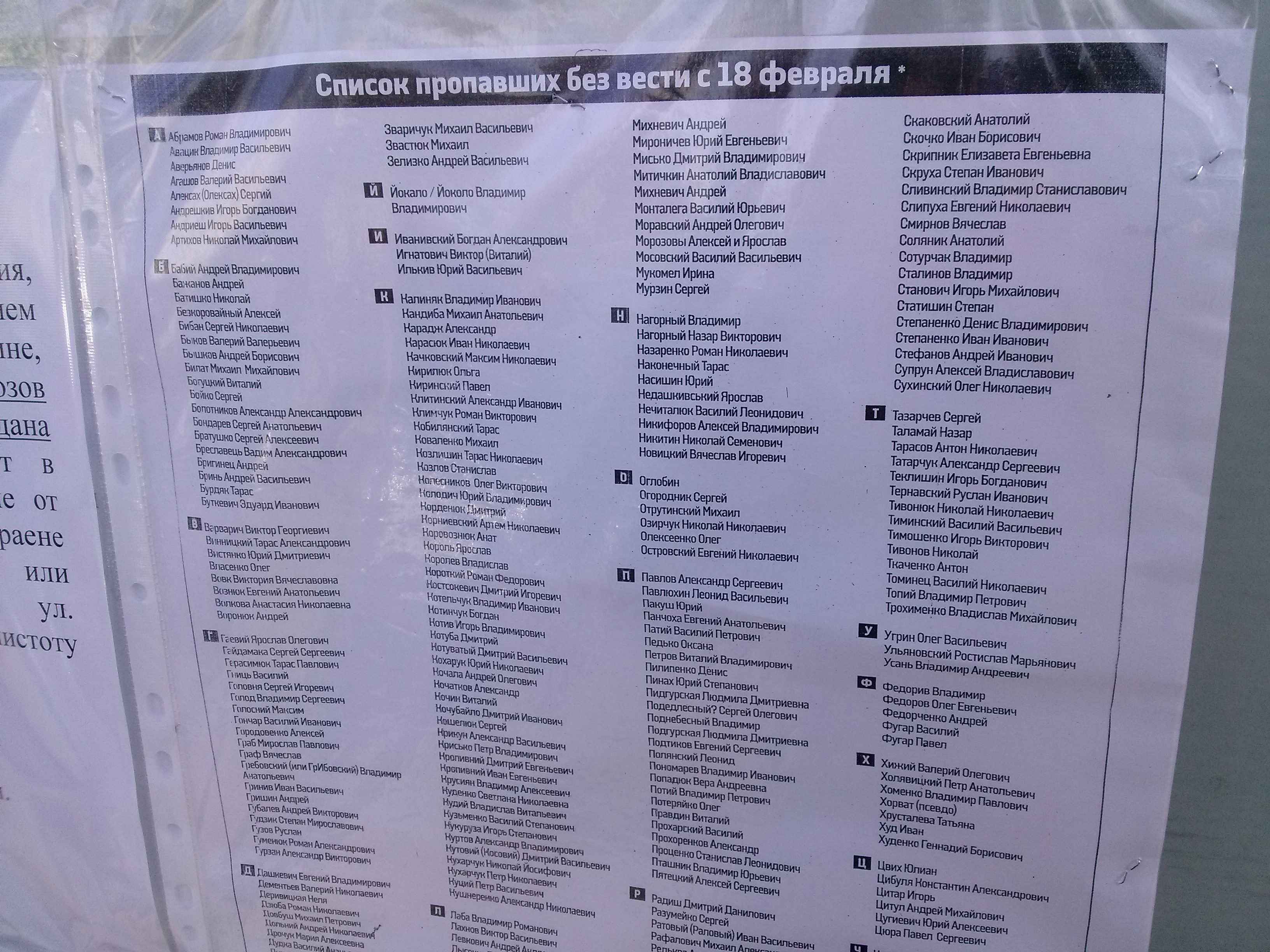
Список зниклих безвісти, розміщений на Інститутській

Під час акції «Євромайдану» 18-24 лютого 2014 р. зникло понад 300 людей.

## Б
- Бровко Олег, 1998 року народження. 17 листопада останній раз зателефонував матері. 25 листопада його оголосили у розшук. Навчається в Уманському професійному ліцеї. Знімав кошти в банкоматі в Києві останній раз 7 січня. У відповіді МВС на депутатський запит Геннадія Москаля вважається як безвісти зниклий після подій 30 листопада.
- Булатов Дмитро, один з організаторів Автомайдану. Про зникнення повідомили родичі. Востаннє на зв'язок виходив вечері 22 січня. У списку затриманих автомайданівців Дмитра Булатова немає. Вийшов на зв'язок 30 січня 2014. Був викрадений невідомими особами.

Був знайденим 30 січня у с. Вишеньки, Бориспільського району зі слідами тортур.

## Г
- Григорян Інна, ніби зі Львова. Інформацію про її зникнення повідомили активісту на Михайлівській площі 30 листопада. Він передав її до «Євромайдан SOS». Активісти з допомогою міліції та влади Львівської області провели розслідування і з'ясували, що жодна особа з таким іменем і прізвищем там не зареєстрована. Столична міліція знайшла у Києві двох людей з таким ім'ям. Ці жінки не були присутніми на Майдані у ніч з 29 на 30 листопада. Рідні чи знайомі не звертались до правоохоронних органів з проханням знайти цю людину. У відповіді МВС на депутатський запит Геннадія Москаля рахується як безвісти зникла після подій 30 листопада на Майдані.

## К
- Кутянін Олександр, активіст Євромайдану у Харкові. За словами голови місцевого осередку Батьківщини Івана Варченко, Олександра разом з Олексійом Ряполовим було захоплено у заручники охоронцями Кернеса 25 січня, близько 21 години 45 хвилин, бо вони фіксували номери автомобілів «друзів Кернеса», яких той збирав у готелі «Національ».[6]
- Кізюк Іван, 25 січня 2014 р. близько 17:00 біля урядового кварталу у Києві, до хлопця підійшло двоє тітушок, які відмовились представлятися і силою повели його углиб вулиці Шовковичної, до приміщення Комітетів Верховної Ради. Підставою до затримання слугувала захисна каска, яка була на Івані.[6]

## Л
- Лобинцев Данило, волонтер молитовного намету Майдану, 1993 року народження, родом зі Стаханова. Трохи заїкається. Останні два місяці провів на Майдані, допомагаючи у роботі молитовного намету. 24 січня близько 17:00 мав піти на Грушевського, а потім поїхати на метро на Оболонь. Наразі зв'язку з ним немає. Про зникнення повідомляє «Євромайдан SOS».

## М
- Мартинов Іван, активіст Євромайдану з Рівненщини. Зник 23 січня 2014 р. після того як був на вулиці Грушевського у Києві разом з іншим рівненських активістом Максимом Савичем. З того часу про нього нічого не відомо.[7]
- Мішіров Юсиф, азербайджанець-активіст, який був на Майдані з самого початку протистояння. Зник 23 січня 2014р близько 19:00 по дорозі на станцію метро Житомирська. З тих пір зв'язок з ним обірвався.[6]

## П
- Прийдун Володимир, народний депутат від «Батьківщини» Леся Оробець назвала його з-поміж тих зниклих після силового розгону Майдану 30 листопада, кого не вдалося досі розшукати станом на середину січня. У відповіді МВС на депутатський запит Геннадія Москаля щодо безвісти зниклих людей після розгону від 13 грудня 2013 року Володимир Прийдун з-поміж не розшуканих осіб не значиться.

## Р
- Ряполов Олексій, активіст Євромайдану у Харкові. За словами голови місцевого осередку Батьківщини Івана Варченко, Олексія разом з Олександром Кутяніним було захоплено у заручники охоронцями Кернеса 25 січня, близько 21 години 45 хвилин, бо вони фіксували номери автомобілів «друзів Кернеса», яких той збирав у готелі «Національ».[6]

## Ш
- Шинкарук Анатолій, 1959 року народження, родом з Вінниці. Безвісти зник ще 1 червня 2013 року. Рідні впізнали його в сюжеті, знятому Першим телеканалом (Росія) з Майдану 24 листопада 2013 року. МВС назвало чоловіка з-поміж тих, хто рахується як безвісти зниклий після силового розгону мирного Євромайдану в ніч з 29 на 30 листопада. Прокуратура Шевченківського району Києва порушила кримінальну справу за фактом його безвісного зникнення.

## Порушення статутних завдань Українським Червоним Хрестом
Український Червоний Хрест на догоджання політиці пішов на порушення статутних завдань